# Eupithecia griseipars
Eupithecia griseipars là một loài bướm đêm trong họ Geometridae.